# Quercus gulielmitreleasei
Quercus gulielmitreleasei — вид рослин з родини букових (Fagaceae); поширений у Коста-Риці й Панамі.

## Середовище проживання
Країни поширення: Коста-Рика, Панама.
Населяє вологі гірські ліси.